# Helicobia haydeni
Helicobia haydeni är en tvåvingeart som beskrevs av Carroll William Dodge 1965. Helicobia haydeni ingår i släktet Helicobia och familjen köttflugor.
Artens utbredningsområde är Bahamas. Inga underarter finns listade i Catalogue of Life.